# 15 de diciembre
El 15 de diciembre es el 349º (tricentésimo cuadragésimo noveno) día del año en el calendario gregoriano y el 350.º en los años bisiestos. Quedan 16 días para finalizar el año. 

## Acontecimientos
- 533: 27 km al oeste de Cartago (Túnez), las tropas del Imperio romano de Oriente (bajo el mando del general Belisario) derrotan a las tropas vándalas (bajo el mando de su rey Gelimer) en la batalla de Tricamerón.
- 687: el papa Sergio I es elegido como un compromiso entre los antipapas Pascual y Teodoro.
- 1539: en Duitama (actual Colombia), los soldados del conquistador Baltasar Maldonado y los del cacique Tundama libran la batalla del Pantano de la Guerra.
- 1640: en Lisboa, el duque Juan de Braganza es elegido rey de Portugal tras la Guerra de Restauración portuguesa contra la dominación española.
- 1710: en España ―en el marco de la guerra de Sucesión― las tropas borbónicas del Luis Antonio, duque de Noailles, ponen sitio a la ciudad de Gerona.
- 1791: en los Estados Unidos son introducidas las primeras 10 enmiendas a la Constitución de ese país.
- 1792: en Francia, en el marco de la Revolución francesa, el rey Luis XVI, prisionero de los revolucionarios, redacta su testamento en la torre del Temple, de donde saldría para el cadalso.
- 1799: en la ciudad de Cotoca, en el actual departamento de Santa Cruz (Bolivia) se inaugura el Santuario de Cotoca.
- 1806: en el Instituto de Francia (París), los señores Berthollet y Lazare Carnot informan que Nicéphore Niépce (32) ―que en 1824 será el inventor de la fotografía― y su hermano Claude Niépce (1763-1828) inventaron el pireolóforo, el primer motor de combustión interna del mundo, que en meses anteriores había impulsado con éxito un barco aguas arriba en el río Saona (en su ciudad natal de Chalon-sur-Saône). Este primer motor será patentado el 20 de julio de 1807. Aunque nunca se comercializó, proporcionó cierto renombre al talento de ambos hermanos como inventores.
- 1869: en México, Julián Escalante y Moreno toma posesión como gobernador del estado de Sonora.
- 1895: a unos kilómetros del poblado de Cruces (Cuba) acontece la batalla de Mal Tiempo entre las fuerzas españolas de Arsenio Martínez Campos y las cubanas de Máximo Gómez.
- 1899: en Colombia ―en el marco de la guerra de los mil días― se libra la batalla de Peralonso.
- 1903: en Noruega se prohíbe durante 10 años la pesca costera de la ballena.
- 1924: en el departamento de Santa Cruz (Bolivia) se crea la provincia Florida, separándola de la provincia Vallegrande.
- 1927: el aviador estadounidense Charles Lindbergh vuela sin escalas entre Washington DC a la Ciudad de México (3100 km) en 26 horas.
- 1930: en el Aeropuerto de Madrid-Cuatro Vientos (España), el comandante Ramón Franco y el general Gonzalo Queipo de Llano encabezan una sublevación republicana que fracasará por falta de apoyo.
- 1930: en la localidad onubense de Puebla de Guzmán (España), los vecinos proclaman por su cuenta la Segunda República Española.
- 1937: en Nankín (capital de la República de China entre 1912 y 1949), sucede el tercer día de la masacre de Nankín, en que ―hasta principios de febrero de 1938― los invasores japoneses violaron y asesinaron a medio millón de hombres, mujeres y niños.
- 1946: Tailandia se convierte en el miembro número 55 de la ONU.
- 1958: en la provincia de Oriente ―en el marco de la Revolución cubana―, el Ejército Rebelde libera los poblados de Bartolomé Masó y Bartle y ataca Veguitas.
- 1958: en la provincia de Las Villas ―en el marco de la Revolución cubana―, las tropas del Ejército Rebelde de Ernesto Che Guevara atacan en la madrugada la población de Fomento.
- 1959: entre Madrid y Barcelona (España) se inaugura el Talgo.
- 1961: en Jerusalén (Israel), un tribunal condena al jerarca nazi alemán Adolf Eichmann a morir ahorcado, tras un juicio en el que fue acusado de genocidio.
- 1961: en la zona de Siguanea, en el pueblo cubano de Cumanayagua (provincia de Cienfuegos), la banda liderada por el Congo Pacheco (Manuel Alberto Pacheco Rodríguez) ―en el marco de los ataques terroristas organizados por la CIA estadounidense― asesinan al campesino Tomás Lucas.[1]
- 1961: en la finca Alameda, cerca de Remedios (en la antigua provincia cubana de Las Villas), una banda terrorista de alzados ―en el marco de los ataques terroristas organizados por la CIA estadounidense― asalta varias casas. Resulta herido un campesino.[1]
- 1961: en el municipio Quemado de Güines, cerca de Remedios (en la antigua provincia cubana de Las Villas), la banda del terrorista Thondike (Margarito Lanza Flores) ―en el marco de los ataques terroristas organizados por la CIA estadounidense― ataca varias casas donde se albergaban brigadistas alfabetizadores. Resulta herida la alfabetizadora Cira García O’Reilly.[1]
- 1967: en un pozo a 332 metros bajo tierra, en el área U3fh del Sitio de pruebas atómicas de Nevada (a unos 100 km al noroeste de la ciudad de Las Vegas), a las 7:00 (hora local) Estados Unidos detona su bomba atómica Stilt, de 2 kilotones. Es la bomba n.º 532 de las 1131 que Estados Unidos detonó entre 1945 y 1992.
- 1970: en Madrid (España), los disturbios estudiantiles motivan el cierre de la universidad.
- 1973: de acuerdo con la Asociación Estadounidense de Psiquiatría, la homosexualidad deja de ser considerada una enfermedad.
- 1976: en España ―tras Francisco Franco― se lleva a cabo un referéndum sobre el Proyecto de Ley para la Reforma Política, comienza la democracia.
- 1982: España reabre la frontera (al paso peatonal, para españoles y británicos, solo con pasaporte) con la ciudad de Gibraltar, después de 13 años de bloqueo.
- 1983: en Argentina, el presidente Raúl Alfonsín crea la CONADEP (Comisión Nacional sobre la Desaparición de Personas).
- 1984: la Unión Soviética lanza la sonda Vega 1, destinada a estudiar el planeta Venus y el cometa Halley.
- 1984: en un pozo a 640 metros bajo tierra, en el área U19ac del Sitio de pruebas atómicas de Nevada (a unos 100 km al noroeste de la ciudad de Las Vegas), a las 6:45 (hora local) Estados Unidos detona su bomba atómica Tierra, de 80 kilotones. Es la bomba n.º 1023 de las 1131 que Estados Unidos detonó entre 1945 y 1992.
- 1989: la Asamblea General de las Naciones Unidas aprueba el Segundo Protocolo Facultativo del Pacto Internacional de Derechos Civiles y Políticos, destinado a abolir la pena de muerte.
- 1989: en Tolú (Colombia), la policía mata al narcotraficante colombiano Gonzalo Rodríguez Gacha (alias El Mexicano) del cártel de Medellín.
- 1995: en Madrid (España), los Estados miembros de la Unión Europea acuerdan la creación de una moneda común europea, el euro.
- 1999: en Venezuela, un plebiscito aprueba la nueva Constitución de Venezuela de 1999, promovida por el presidente Hugo Chávez.
- 1999: en la Ciudad de México, se inaugura el primer tramo de la Línea B del Metro de la Ciudad de México desde Villa de Aragón a Buenavista, tras 5 años de construcción, lo cual al convierte en la infraestructura que más tiempo estuvo en obras para una nueva línea de metro.
- 1999: en el estado Vargas (Venezuela) sucede la tragedia de Vargas, inundaciones y deslaves en los que mueren entre 10 000 y 30 000 personas.
- 2000: en Chernobyl es apagado el último reactor en funcionamiento, en una ceremonia en la que el presidente ucraniano Leonid Kuchma dio la orden directamente por teleconferencia.
- 2005: en Irak se realizan las primeras elecciones parlamentarias o legislativas bajo la nueva constitución del país; el partido o coalición ganador de estas elecciones gobernará al país ya que el Consejo de Representantes elige al primer ministro y al presidente de la República. Gana la Alianza de partidos religiosos chiitas, pero sin la mayoría suficiente para gobernar en solitario, por lo que tendrá que negociar acuerdos con los partidos kurdos y suníes.
- 2005: en España se aprueba la ley antitabaco.
- 2006: en Bután abdica el rey Jigme Singye Wangchuck, después de 34 años de reinado. Le entrega el mando a su hijo Jigme Khesar Namgyel Wangchuck (de 26 años de edad), quien reinará desde Timbu.
- 2006: Air Madrid deja de funcionar dejando a 300 000 pasajeros varados en todo el mundo.
- 2011: en el este de Papúa Nueva Guinea se registra un terremoto de 7.3 grados en la escala de Richter.
- 2021: el futbolista Sergio Agüero, se retira de fútbol a los 33 años debido a una arritmia cardíaca.
- 2023: se inaugura el primer tramo el Tren Maya desde San Francisco de Campeche a Cancún Aeropuerto, tras más de 3 años de construcción y de estar envuelta en controversia por los supuestos estragos ambientales que se generaron durante la obra y de los bloqueos de la justicia mexicana por la "poca" viabilidad del proyecto.
- 2024: el Club América se corona campeón del Apertura 2024 del futbol mexicano, tras vencer 2-3 al Monterrey, significando su título 16 y el primer tricampeonato en la historia de los torneos cortos y el primero desde el torneo PRODE 1985 que se consigue dicha hazaña.

## Nacimientos
- 37: Nerón, emperador romano (f. 68).
- 130: Lucio Vero, político y coemperador romano (f. 169).
- 1242: Príncipe Munetaka, shogun japonés (f. 1274).
- 1291: Aimone de Saboya, aristócrata saboyano (f. 1343).
- 1447: Alberto IV, aristócrata bávaro (f. 1508).
- 1567: Christoph Demantius, compositor, teórico musical, escritor y poeta alemán (f. 1643).
- 1610: David Teniers el Joven, pintor flamenco (f. 1690).
- 1657: Michel-Richard Delalande, compositor, organista y violinista francés (f. 1726).
- 1719: Luis IX de Hesse-Darmstadt, aristócrata alemán (f. 1790).
- 1732: Carl Gotthard Langhans, arquitecto alemán (f. 1808).
- 1742: Francisco Antonio García Carrasco, militar español, gobernador de Chile (f. 1813).
- 1760: David Heinrich Hoppe, farmacéutico, botánico, micólogo y médico alemán (f. 1846).
- 1768: Mariana Victoria de Portugal, aristócrata portuguesa (f. 1788).
- 1789: Carlos Soublette, militar, político y presidente venezolano (f. 1870).
- 1793: Henry Charles Carey, economista estadounidense (f. 1879).
- 1801: Mariano Cubí y Soler, lingüista y frenólogo español  (f. 1875).
- 1802: János Bolyai, matemático húngaro (f. 1860).
- 1804: Giuseppe Frassinetti, religioso y santo italiano (f. 1868).
- 1832: Gustave Eiffel, ingeniero francés (f. 1923).
- 1833: Valeriano Domínguez Bécquer, pintor español (f. 1870).
- 1844: Arturo Soria, urbanista español (f. 1920).
- 1845: Francisco Silvela, político y escritor español (f. 1905).
- 1852: Henri Becquerel, físico francés (f. 1908).
- 1857: Julio Popper, ingeniero, explorador y genocida judío rumano nacionalizado argentino (f. 1893).
- 1858: Cristóbal Rojas, pintor venezolano (f. 1890).
- 1859: L. L. Zamenhof, filólogo polaco, creador del esperanto (f. 1917).
- 1860: Niels Ryberg Finsen, médico danés, premio Nobel de Fisiología o Medicina en 1903 (f. 1904).
- 2004: Santiago Issak Guiralde, futbolista argentino.
- 1861: Pehr Evind Svinhufvud, presidente finlandés (f. 1944).
- 1867: René Quintón, pionero de la aviación y naturalista autodidacta francés (f. 1925).
- 1870: Josef Hoffmann, arquitecto austriaco (f. 1956).
- 1877: Emilia de Sousa Costa, escritora y feminista portuguesa (f. 1959).
- 1879: Rudolf von Laban, profesor de danza y artista húngaro (f. 1958).
- 1883: Víctor Andrés Belaúnde, intelectual peruano (f. 1966).
- 1889: Joan Riudavets, supercentenario español (f. 2004).
- 1892: Jean Paul Getty, empresario estadounidense (f. 1976).
- 1892: Valeriano León, actor español (f. 1955).
- 1898: Fernando Remacha, compositor español (f. 1984).
- 1899: Harold Abrahams, atleta británico (f. 1978).
- 1903: Antonio Iturmendi Bañales, carlista español (f. 1976).
- 1905: Ferenc Farkas, compositor húngaro (f. 2000)
- 1907: Oscar Niemeyer, arquitecto brasileño (f. 2012).
- 1908: Aristóbulo Donato Aráoz de Lamadrid, político, abogado y ministro de la Corte Suprema de Justicia de Argentina (f. 1990)
- 1910: John H. Hammond, productor y crítico de jazz y blues (f. 1987).
- 1911: René Ríos, Pepo, creador de la revista Condorito (f. 2000).
- 1914: Carlos Hugo Christensen, cineasta argentino (f. 1999).
- 1915: Isabel Crook, escritora, profesora de la Universidad de Lenguas Extranjeras de Pekín y antropóloga canadiense nacida en China (f. 2023).
- 1916: Maurice Wilkins, físico neozelandés, codescubridor de la estructura del ADN (f. 2004).
- 1918: Chihiro Iwasaki, artista japonesa (f. 1974).
- 1919: Johfra Bosschart, pintor neerlandés (f. 1998).
- 1922: Juan Carlos Colman, futbolista argentino (f. 1999).
- 1923: Freeman Dyson, físico y matemático angloestadounidense (f. 2020).
- 1926: Josep Maria Castellet, escritor y editor español (f. 2014).
- 1928: Friedensreich Hundertwasser, filósofo, arquitecto y pintor austriaco (f. 2000).
- 1929: Barry Harris, pianista, profesor, arreglista y compositor de jazz estadounidense (f. 2021).
- 1930: Edna O'Brien, novelista irlandesa (f. 2024).
- 1931: Cristino de Vera, pintor español.
- 1932: Roberto Zárate, futbolista argentino (f. 2013).
- 1934: Raina Kabaivanska, soprano búlgara.
- 1934: Elisa Montés, actriz española (f. 2024).
- 1935: Valentina Gagárina, enfermera, bioquímica, escritora soviética (f. 2020).
- 1936: Pedro Osinaga, actor español (f. 2017).
- 1938: Juan Carlos Wasmosy, empresario paraguayo, presidente entre 1993 y 1998.
- 1938: Klaus Hänsch, político alemán, presidente del Parlamento Europeo entre 1994 y 1997.
- 1939: Jimmy Justice, actor y cantante estadounidense.
- 1939: Lorena Velázquez, actriz mexicana (f. 2024).
- 1941: José Antonio Zaldúa, futbolista español (f. 2018).
- 1942: Canela, periodista y presentadora de televisión ítaloargentina.
- 1943: Txomin Perurena, ciclista español (f. 2023).
- 1944: Chico Mendes, recolector de caucho, sindicalista y activista ambiental brasileño (f. 1988).
- 1947: Patricio Contreras, actor chileno.
- 1948: Cassandra Harris, actriz australiana (f. 1991).
- 1949: Don Johnson, actor y director estadounidense.
- 1951: Avelino Corma, químico español.
- 1952: Tormenta (Liliana Esther Maturano), cantante argentina.
- 1952: Allan Simonsen, futbolista danés.
- 1955: Roberto Pettinato, músico, humorista, libretista, periodista y conductor de radio y televisión argentino.
- 1955: Paul Simonon, bajista británico, de la banda The Clash.
- 1958: Alfredo Ormando, escritor y teólogo italiano (f. 1998).
- 1960: María Izquierdo, actriz chilena.
- 1961: Paula Molina, actriz española.
- 1962: Juan José Bautista Martín (Juan y Medio), presentador de televisión español.
- 1963: Cristiana Oliveira, actriz brasileña.
- 1963: Helen Slater, actriz estadounidense.
- 1965: Luis Fabián Artime, futbolista argentino.
- 1965: Luis Martínez Rosado, yudoca puertorriqueño.
- 1966: Esteban Prol, actor argentino.
- 1966: Max Angelelli, piloto de automovilismo italiano.
- 1967: Mo Vaughn, beisbolista estadounidense.
- 1967: Miranda Otto, actriz australiana.
- 1968: Silverio Cavazos, político mexicano (f. 2010).
- 1969: Adriana Esteves, actriz brasileña.
- 1970: Michael Shanks, actor canadiense.

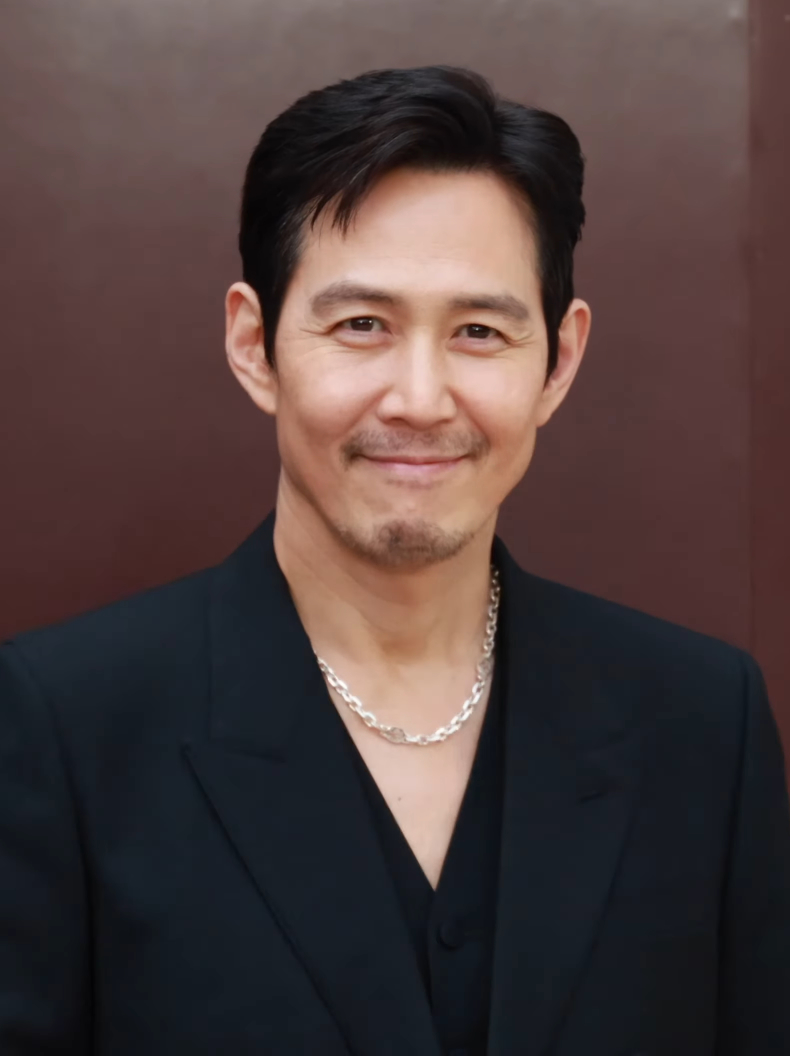
Lee Jung-jae

- 1972: Lee Jung-jae, actor surcoreano.
- 1975: Sebastián de Caro, cineasta, guionista y actor argentino.
- 1975: Acey Slade, músico estadounidense, de las bandas Murderdolls y Dope.
- 1976: Roger García Junyent, futbolista español.
- 1977: Úrsula Vargués, modelo y conductora de televisión argentina.
- 1977: Célida López Cárdenas, política mexicana.
- 1978: Mark Jansen, guitarrista alemán, de la banda Épica.
- 1979: Adam Brody, actor estadounidense.
- 1979: Swan Fyahbwoy, cantante español.
- 1980: Sergio Pizzorno, músico, guitarrista y compositor británico, de la banda Kasabian.
- 1980: Ethel Pozo, presentadora peruana.
- 1981: Najoua Belyzel, cantante francesa.
- 1981: Román Pavliuchenko, futbolista ruso.
- 1981: Michelle Dockery, actriz británica.
- 1982: Matías Delgado, futbolista argentino.
- 1982: Borja García, piloto de carreras español.
- 1982: Charlie Cox, actor británico.
- 1983: René Goguen, luchador profesional franco-canadiense.
- 1983: Ronnie Radke, vocalista estadounidense, de la banda Falling in Reverse.
- 1983: Wang Hao, jugador de tenis de mesa chino.
- 1983: Camilla Luddington, actriz inglesa.
- 1984: Max Green, bajista estadounidense, de la banda Escape The Fate.
- 1984: Joshua Hayward, guitarrista británico, de la banda The Horrors.
- 1984: Martin Škrtel, futbolista eslovaco.
- 1986: Keylor Navas, futbolista costarricense.
- 1986: Samantha Salas, raquetbolista mexicana.
- 1986: Erjon Tola, esquiador albanés.
- 1992: Jesse Lingard, futbolista inglés.
- 1992: Maximiliano Meza, futbolista argentino.

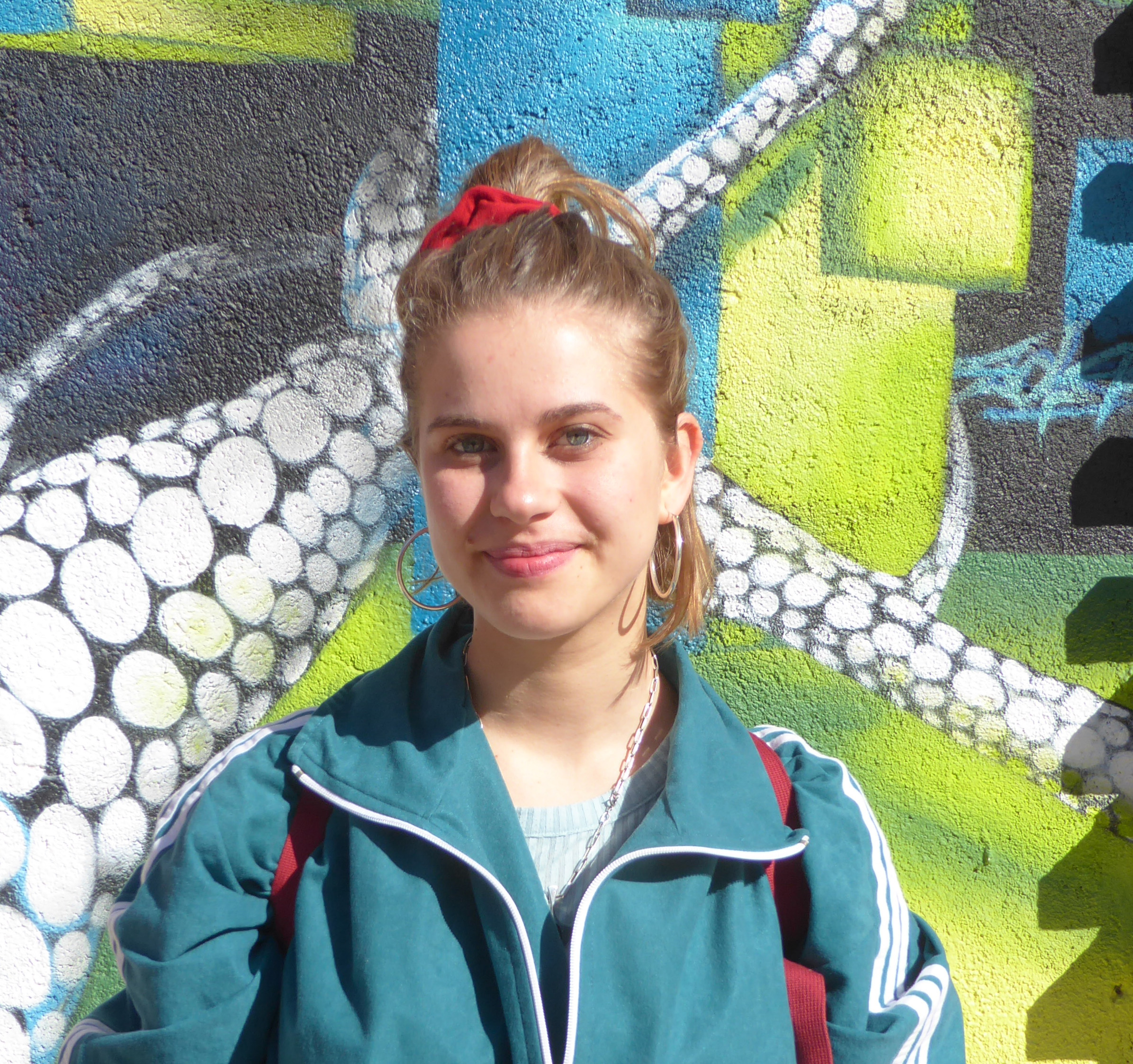
Elisabet Casanovas

- 1994: Elisabet Casanovas, actriz española.
- 1995: Jahlil Okafor, baloncestista estadounidense.
- 1996: Oleksandr Zinchenko, futbolista ucraniano.
- 1997: Stefania LaVie Owen, actriz estadounidense-neozelandesa.
- 1998: Chandler Canterbury, actor estadounidense.
- 1998: José Paradela, futbolista argentino.

## Fallecimientos
- 1025: Basilio II, aristócrata bizantino, emperador entre el 976 y el 1025 (n. 958).
- 1230: Otakar I de Bohemia, aristócrata bohemio, rey entre 1198 y 1230 (n. 1155).
- 1263: Haakon IV, rey noruego (n. 1204).
- 1461: Alfonso I de Braganza, noble portugués (n. 1377).
- 1467: Jöns Bengtsson, regente sueco (n. 1417).

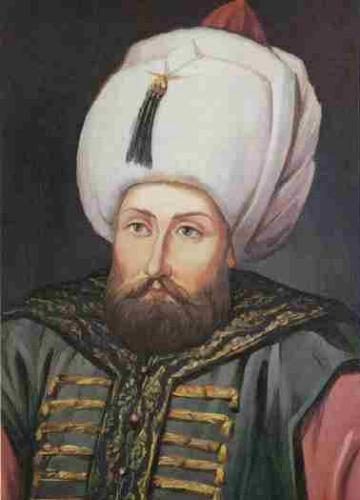
Selim II.

- 1574: Selim II, sultán otomano (n. 1524).
- 1621: Charles de Luynes, político francés (n. 1578).
- 1673: Margaret Cavendish, escritora británica (n. 1623).
- 1675: Johannes Vermeer, pintor neerlandés (n. 1632).
- 1683: Izaac Walton, escritor británico (n. 1593).
- 1713: Carlo Maratta, pintor italiano (n. 1625).
- 1753: Richard Boyle, arquitecto británico (n. 1694).
- 1792: Joseph Martin Kraus, compositor alemán (n. 1756).
- 1815: José Miguel Luján Pérez escultor español (n. 1756).
- 1831: José Francisco Bermúdez, militar y prócer de la independencia venezolano (n. 1782).
- 1857: George Cayley, ingeniero e inventor británico (n. 1773).
- 1885: Fernando II, aristócrata portugués (n. 1816).
- 1890: Toro Sentado, jefe sioux (n. c. 1831).
- 1893: Karl Ludwig Michelet, filósofo alemán (n. 1801).
- 1909: Francisco Tárrega, guitarrista y compositor español (n. 1852).
- 1913: Carlos Cambronero, historiador español (n. 1849).
- 1943: Fats Waller, pianista estadounidense (n. 1904).
- 1944: Glenn Miller, músico estadounidense (n. 1904).
- 1955: Horace McCoy, escritor estadounidense (n. 1897).
- 1958: Jaime Pujiula, sacerdote y biólogo español (n. 1869).
- 1958: Wolfgang Pauli, físico austriaco (n. 1900).
- 1962: Charles Laughton, actor británico (n. 1899).
- 1965: César González Ruano, escritor y periodista español (n. 1903).
- 1966: Walt Disney, dibujante y cineasta de Estados Unidos (n. 1901).
- 1968: Jess Willard, boxeador estadounidense (n. 1881).
- 1969: Giuseppe Pinelli, partisano y anarquista italiano (n. 1928).
- 1971: Paul Pierre Lévy, matemático francés (n. 1886).
- 1971: Enrique Rambal, actor hispano mexicano (n. 1924).
- 1985: Carlos P. Rómulo, político filipino (n. 1899).
- 1989: Gonzalo Rodríguez Gacha, narcotraficante colombiano (n. 1947).
- 1991: Vasili Záitsev, militar soviético (n. 1915).
- 1994: Oscar Bidegain, político y tirador profesional argentino (n. 1905).
- 1995: Manuel Gutiérrez Mellado, militar y político español (n. 1912).
- 1995: Cyro Martins, escritor y psicoanalista brasileño (n. 1908).
- 1998: Justiniano Casas Peláez físico español (n. 1915).
- 2000: George Alcock, astrónomo británico (n. 1912).
- 2003: Margarita Aguirre, escritora y crítica chilena, amiga y biógrafa de Pablo Neruda (n. 1925).
- 2005: Julián Marías, filósofo español (n. 1914).
- 2006: Clay Regazzoni, piloto de automovilismo suizo (n. 1939).

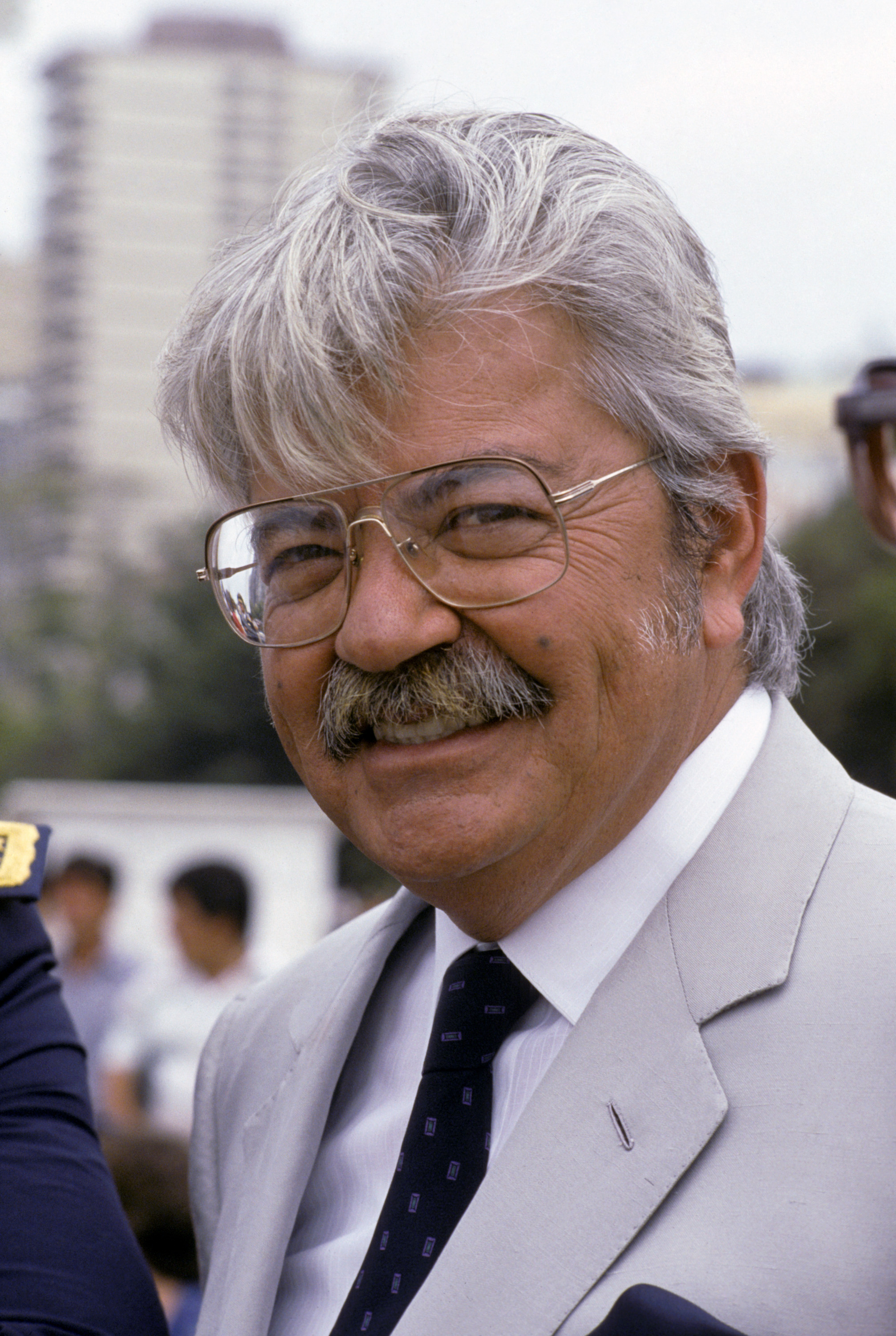
León Febres-Cordero Ribadeneyra.

- 2008: León Febres-Cordero Ribadeneyra, político ecuatoriano, presidente de Ecuador entre 1984 y 1988 (n. 1931).
- 2009: Oral Roberts, telepredicador estadounidense (n. 1918).
- 2010: Blake Edwards, director estadounidense (n. 1949).
- 2010: Jean Rollin, director, guionista, productor de cine y escritor francés (n. 1938).
- 2011: Christopher Hitchens, escritor, periodista y activista ateo británico (n. 1949).
- 2011: Ricardo Daniel Ibarra, remero olímpico argentino (n. 1950).
- 2013: Joan Fontaine, actriz estadounidense (n. 1917).
- 2015: Licio Gelli, periodista y banquero italiano (n. 1919).
- 2018: Girma Wolde-Giorgis, político etíope, presidente de Etiopía entre 2001 y 2013 (n. 1924).
- 2021: Flow la Movie, productor discográfico puertorriqueño (n. 1985).
- 2024: Juan Cárdenas Arroyo, pintor y dibujante colombiano. (n. 1939).

## Celebraciones
- Día Mundial del Otaku.[2]
Celebración de aficionados que rinden homenaje a esta clase y estilo de manga y anime que forma parte de la cultura japonesa.

Compartidas
- Esperantujo: 
  - Día de Zamenhof.
Los aficionados del idioma esperanto conmemoran el aniversario del nacimiento de Ludwik Zamenhof, creador de este idioma.

 Por países
(Por orden alfabético)
- Argentina:
  - Día del Camionero.[3]
En recuerdo al 15 de diciembre de 1967, que se celebró el primer Convenio Colectivo de Trabajo y dio lugar a la creación de su sindicato.
  -  Misiones: 
    - Aniversario de Guaraní.[4]
Fundación: 15 de diciembre de 1936 (88 años).

- Bolivia: 
  - Aniversario de Florida (Departamento de Santa Cruz).

- Estados Unidos: 
  - Día de la Declaración de Derechos.

- Países Bajos: 
  - Día del Reino (Koninkrijksdag).

- Paraguay: 
  - Día Nacional del Artesano.[5]
Esta fecha fue creada por la Ley 2448/2004 para honrar a las personas que con sus manos mantienen vivas las tradiciones y la cultura del país.

### Santoral católico

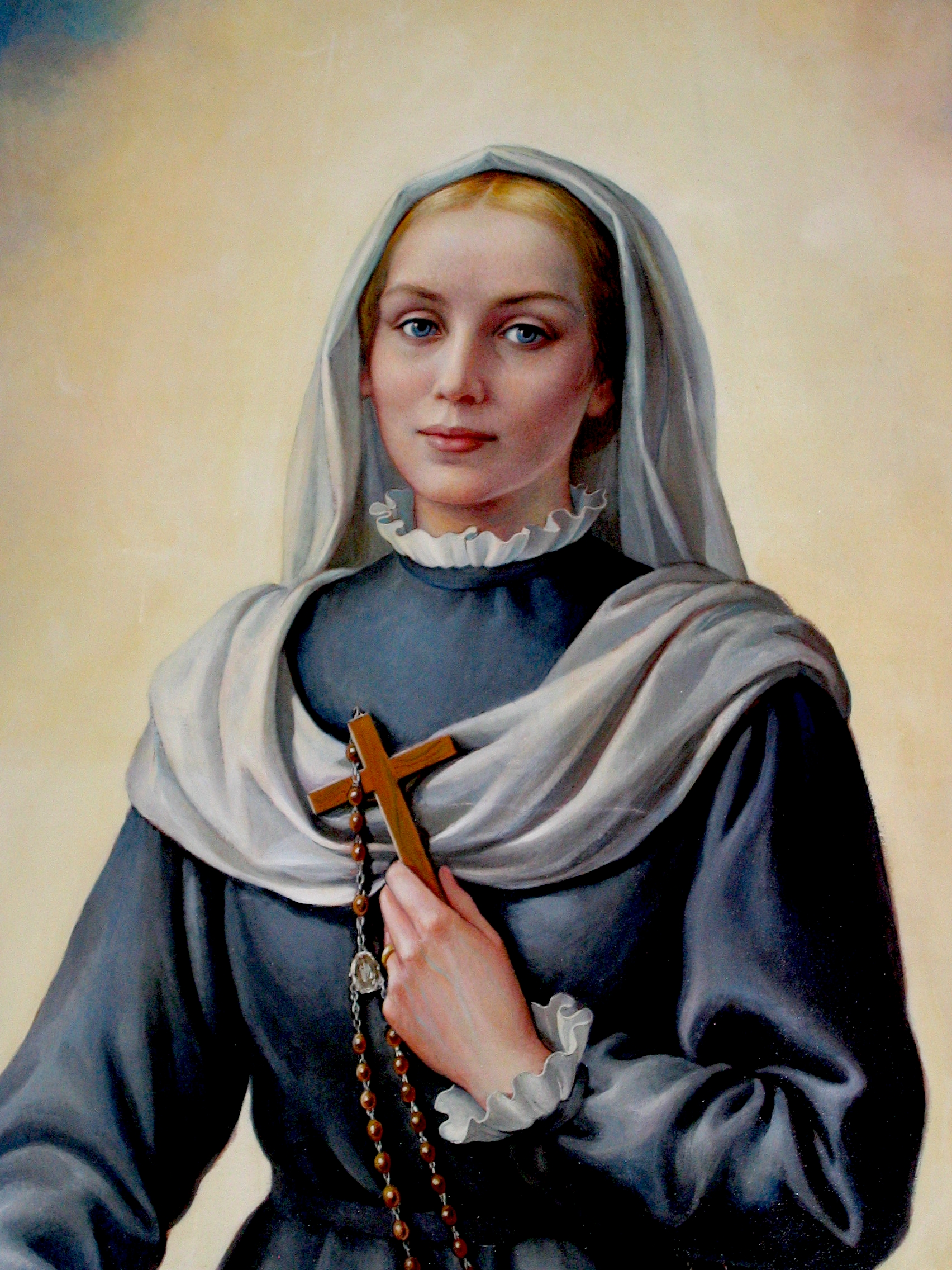
Santa Virginia Centurione Bracelli.

- San Valeriano de Abbensa, obispo (c. 460).[6]
- San Maximino de Micy, presbítero y abad (s. VI).[6]
- San Úrbez o Urbicio de Nocito, monje y sacerdote (c. 802).
- Beato Marino de Cava, abad (1170).[6]
- Beata María Victoria Fornari (1617).[6]
- Santa Virginia Centurione Bracelli (1651).[6](imagen ilustrativa).
- Santa María Crucificada de Rosa, virgen (1855).[6]
- Beato Carlos Steeb, presbítero (1856).[6]

 Por países
(Por orden alfabético)
- Perú: 
  - Día de Festividad de la Virgen de la Puerta de Otuzco.